# Гарнибасарский магал
Гарнибасарский магал или магал Гарнибасар — один из магалов Эриванского ханства.

## Этимология
Гарнибасарский магал, как и большинство других магалов Эриванского ханства назван в честь реки — Гарничай, левый приток Аракса, протекает на территории современных Котайского и Араратского районов Армении. Её длина составляет 56 км, сейчас река известна под названием Азат.

## География
В рассматриваемый период этот магал охватывал земли, орошаемые рекой Азат (Гарничай), а также долины, орошаемые из бассейна рек Ведичай и Гапанчай. Гарни-Ведибасарский магал граничил на севере с Гёйчой, на востоке — с Шаруром. Впоследствии Гарни-Ведибасарский магал также был разделён на две части — Гарнибасарский и Ведибасарский магалы. Располагавшийся на левом берегу реки Аракс Гарнибасарский магал граничил на севере с Гырхбулагом, на западе — с Зангибасаром, на юге — частично рекой Аракс и Ведибасарским магалом, а на востоке — с высокими горными хребтами, отделявшими его от Гёйчинского магала.

## Сёла
И. Шопен записал названия 95-ти сёл Гарнибасарского магала, из них 43 уже были опустошены. Дж. Бурнутян, учтя число опустевших сёл, пишет о вхождении в состав Гарнибасарского магала с центром в Гямярли (Камарлу) 52 сёл.

### Разрушенные сёла во время войн
Список сёл, разрушенных в Гарнибасарском районе в результате русско-персидской и русско-турецкой войн 1826—1828 и 1828—1829 годов:
1. Масумлу, 2. Тайтан, 3. Байрамали кишлагы, 4. Гулагсыз, 5. Зограблу (Зёхраблы) 6. Курдкенди (Юхары Курдкенд), 7. Шефиабад, 8. Кир-Бозаванд, 9. Баш Гарни, 10. Мюрзюк, 11. Кейраныс-Улия, 12. Бурдуг, 16. Гагавуз, 17. Шахрияр, 18. Хейранис-Суфла, 19. Шогайиб, 20. Кярпиджлу, 21. Абдаллар, 22. Гурбангала-Улия, 23. Гурбангала-Суфла, 24. Артиз, 25. Яппа, 26. Алимардан, 27. Алигираги, 28. Эллидже, 29. Буралан, 30. Султантапа, 31. Азизли, 32. Алисорки, 33. Галакенди, 34. Гарахаджылы, 35. Хыдырлы 36. Адатли, 37. Тарашкёй, 38. Алигызыл, 39. Булагбашы, 40. Байрамали кенди, 41. Пурчо, 42. Имамверди галасы, 43. Терекемелер.

## Население
В сёлах Ашагы Агбаш, Юхары Агбаш, Беджазлу (Беджейали), Гёдаклу, Джанатлу, Имамшахлы, Карадаглы, Тоханшалу, Торпаг-гала (Гурбантапа), Арпава, Мехрабли, Башналы, Аязлы, Гарахамзали и во многих других сёлах было смешанное население[когда?], татары и армяне.
В селе Байбурт, согласно сохранившейся в церкви надписи, просуществовало до XVII века и обезлюдело в 1604 году, после было заселено кавказскими татарами. До 1828 года в селе Доггуз проживало всего 8 местных армян, остальные татары